# Rodnikovi
Rodnikovi (del ruso: Родниковый) es un pueblo (posiólok) del ókrug urbano de Maikop en la república de Adiguesia de Rusia. Está 11 km al nordeste del centro de Maikop, la capital de la república. Tenía 1 282 habitantes en 2010